# Organopoda acerbata
Organopoda acerbata là một loài bướm đêm trong họ Geometridae.